# Magnus Kyhle
Hans Magnus Kyhle, född 26 januari 1959 i Stockholm, är en svensk operasångare (tenor).
Kyhle är utbildad vid Adolf Fredriks Musikklasser, Kungliga Musikhögskolan och Operahögskolan i Stockholm. Han debuterade som Bardolfo i Verdis Falstaff på Norrlandsoperan och i Dittersdorfs Svartsjukan rasar i Vadstena 1983.
På Kungliga Operan har han sedan mitten av 1980-talet framträtt i över 1 000 föreställningar i över 100 olika roller som medlem av dess fasta solistensemble. Under 1990-talet var han också anställd vid operahusen Darmstadt och Salzburg och har sedan dess ofta gästat både Tyskland och Österrike. Bland rollerna kan nämnas Loge och Mime i Wagners Nibelungens ring, Herodes i Strauss Salome och Canio i Leoncavallos Pajazzo. Han har framträtt i samtliga fyra tenorpartier i Mozarts Trollflöjten: Tamino, Monostatos, 1:a präst och 1:a ceremonimästare i över 100 föreställningar. Han gick officiellt i pension från Kungliga Operan våren 2014, men har gästspelat där flera gånger sedan dess. Kyhle är fortfarande efterfrågad som solist både i Sverige och utomlands. Sedan pensioneringen arbetar Magnus Kyhle även  i resebyråbranschen med att producera/reseleda opera och konsertresor för resebyrån Your Next Tour AB i Stockholm. 
Magnus Kyhle är son till Hans Kyhle och bror till Jan Kyhle.